# King Island, Newfoundland
King Island är en ö i Kanada.   Den ligger i provinsen Newfoundland och Labrador, i den östra delen av landet, 1 700 km öster om huvudstaden Ottawa. Arean är 6,1 kvadratkilometer.
Terrängen på King Island är platt. Öns högsta punkt är 112 meter över havet. Den sträcker sig 5,9 kilometer i nord-sydlig riktning, och 2,8 kilometer i öst-västlig riktning.
I omgivningarna runt King Island växer i huvudsak barrskog.